# Helmut Oeltjendiers
Helmut Oeltjendiers (* 8. August 1930) ist ein ehemaliger deutscher Fußballspieler.

## Sportlicher Werdegang
Oeltjendiers schloss sich 1959 von Victoria Oldenburg kommend dem BC Augsburg an und stand als Torwart zwischen den Pfosten, als der Klub als Meister der II.-Division-Süd-Spielzeit 1960/61 in die Oberliga Süd aufstieg. Dort lieferte er sich mit dem knapp fünf Jahre jüngeren Rudolf Zimmerly einen Kampf um den Stammplatz im Tor. Dabei hatte er zum Jahreswechsel 1961/62 die Nase vorn und profitierte anschließend von der Suspendierung des Bayern-München-Tormanns Fritz Kosar durch Bayern-Trainer Helmut Schneider, so dass er Anfang Januar 1962 bei einer 2:3-Niederlage für eine aus BC-Augsburg- und Bayern-München-Spielern kombinierte Mannschaft in einem Testspiel der deutschen Nationalmannschaft zur Vorbereitung auf die WM-Endrunde 1962 auf eisigem Boden im Städtischen Stadion an der Grünwalder Straße im Tor stand. Im Februar zog er sich beim 3:0-Heimerfolg gegen den SV Waldhof Mannheim einen Schädelbruch zu und fiel langfristig aus. Im November des Jahres kehrte er auf den Platz zurück und war zeitweise Stammtorhüter, ehe er im Frühjahr 1963 erneut vom Konkurrenten verdrängt wurde. Nach einer Blessur Zimmerleys vertrat er diesen kurzzeitig erneut im Mai 1963, so dass er erneut für eine aus BC-Augsburg- und Bayern-München-Spielern kombinierte Mannschaft beim Abschiedsspiel für den im Sommer 1962 nach Italien gewechselten Helmut Haller gegen den FC Bologna im Tor stand. Der BCA beendete die Oberliga-Süd-Spielzeit 1962/73 als Schlusslicht und qualifizierte sich somit für die Regionalliga Süd. Inwiefern er dort zum Einsatz kam geht aus den Daten nicht hervor, in der Oberliga Süd stand er in 24 Spielen zwischen den Pfosten.